# Bataille de l'Ourcq (1914)
Pour les articles homonymes, voir Bataille de l'Ourcq.
 (janvier 2014).
Première Guerre mondiale
Batailles
Front d'Europe de l’Ouest
- Liège (8-1914)
- Namur (8-1914)
- Frontières (8-1914)
- Anvers (9-1914)
- Grande Retraite (9-1914)
- Marne (9-1914)
- Course à la mer (9-1914)
- Yser (10-1914)
- Messines (10-1914)
- Ypres (10-1914)
- Givenchy (12-1914)
- 1re Champagne (12-1914)
- Hartmannswillerkopf (1-1915)
- Neuve-Chapelle (3-1915)
- 2e Ypres (4-1915)
- Colline 60 (4-1915)
- Artois (5-1915)
- Festubert (5-1915)
- Quennevières (6-1915)
- Linge (7-1915)
- 2e Artois (9-1915)
- 2e Champagne (9-1915)
- Loos (9-1915)
- Verdun (2-1916)
- Redoute Hohenzollern (3-1916)
- Hulluch (4-1916)
- 1re Somme (7-1916)
- Fromelles (7-1916)
- Arras (4-1917)
- Vimy (4-1917)
- Chemin des Dames (4-1917)
- 3e Champagne (4-1917)
- 2e Messines (6-1917)
- Passchendaele (7-1917)
- Cote 70 (8-1917)
- 2e Verdun (8-1917)
- Malmaison (10-1917)
- Cambrai (11-1917)
- Bombardements de Paris (1-1918)
- Offensive du Printemps (3-1918)
- Lys (4-1918)
- Aisne (5-1918)
- Bois Belleau (6-1918)
- 2e Marne (7-1918)
- 4e Champagne (7-1918)
- Château-Thierry (7-1918)
- Le Hamel (7-1918)
- Amiens (8-1918)
- Cent-Jours (8-1918)
- 2e Somme (9-1918)
- Bataille de la ligne Hindenburg
- Meuse-Argonne (10-1918)
- Cambrai (10-1918)

Front italien
Front d'Europe de l’Est
Front des Balkans
Front du Moyen-Orient
Front africain
Bataille de l'Atlantique
La bataille de l’Ourcq, appelée parfois bataille du Multien est une bataille de la Première Guerre mondiale se déroulant du 5 au 10 septembre 1914 qui marque le commencement de la première bataille de la Marne. Elle oppose la Ire armée allemande du général von Kluck à la 6e armée française du général Maunoury et une partie de l'armée britannique du maréchal French.
La 6e armée française attaque le flanc de l'armée allemande, tente de la déborder par le nord tout en conservant sa liaison avec l'armée britannique. La Ire armée allemande initialement surprise réorganise son dispositif en déplaçant plusieurs corps d'armée du sud de la Marne vers les combats. Après quatre jours de combats violents favorables aux Allemands, les troupes britanniques parviennent à franchir la Marne et menacer les arrières de l'armée allemande. Cette dernière est alors contrainte de rompre le combat et de se replier en direction de Soissons.

## Contexte stratégique

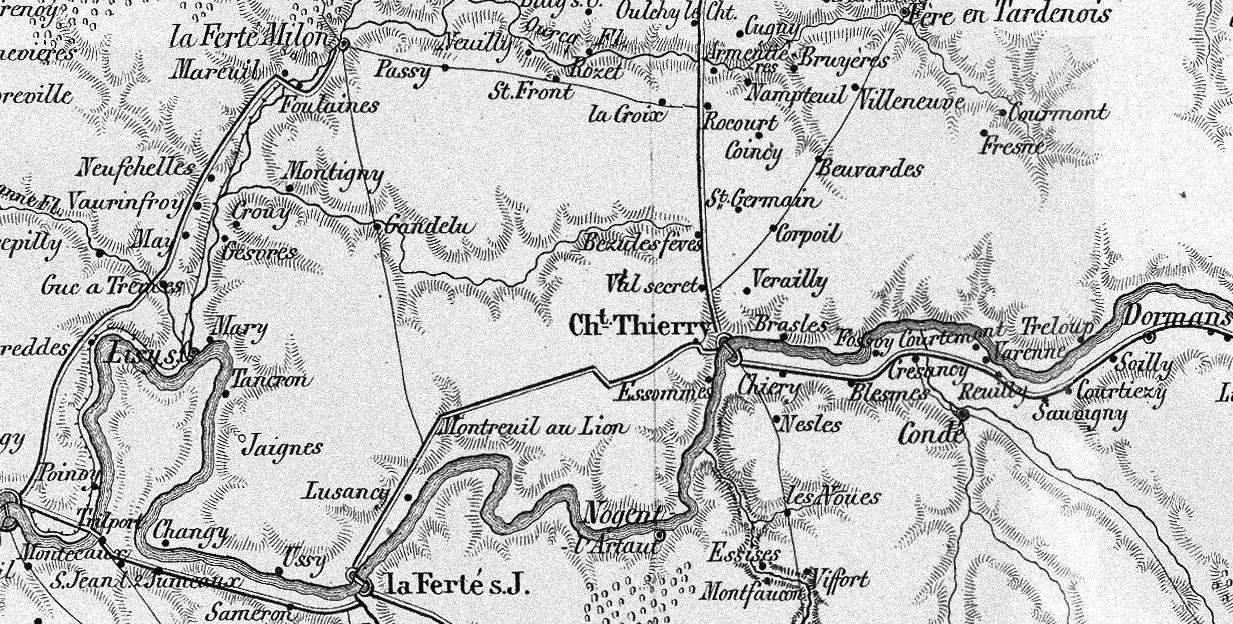
Zone de localisation arrière des forces allemandes entre l'Ourcq et la Marne.

Avec l'application du plan Schlieffen, les Allemands avec leur aile droite renforcée formée des Ire, IIe et IIIe armées tentent de déborder et détruire l'aile gauche des armées alliées comprenant la 5e armée française et le BEF. Au cours d'affrontements violents du 21 au 23 août 1914, les troupes allemandes parviennent à repousser les troupes alliées lors de la bataille de Charleroi pour la 5e armée française et lors de la bataille de Mons pour le BEF.
Durant les jours suivants, les troupes françaises et britanniques se replient vers le Sud sous la pression allemande. Cette retraite est ponctuée de combat de freinage le 26 août au Cateau entre les Britanniques et la Ire armée allemande et de bataille d'arrêt le 29 août à Guise entre la 5e armée française et la IIe armée allemande.  
Alors que la Ire armée allemande du général von Kluck devait se diriger conformément au plan Schlieffen vers la basse Seine et contourner Paris, elle change de direction afin de soutenir la IIe armée engagée dans la bataille de Guise. Ce changement de direction la faisant passer à l'Est de Paris est validé par le Grand Quartier Général allemand le 30 août.
À partir du 25 août, le général Joffre réorganise son dispositif et par un mouvement de rocade transfère l'état-major du 7e corps d'armée et les 14e division et 63e division de réserve de l'armée d'Alsace, ainsi que les 55e et 56e divisions de réserve de l'armée de Lorraine dans la région d'Amiens afin de constituer une nouvelle armée sous les ordres du général Maunoury pour couvrir Paris.
L'état-major allemand conscient du danger représenté par l'accumulation de forces sur son aile droite demande le 4 septembre aux Ire et IIe armées de se positionner face à Paris entre l'Oise et la Marne pour la Ire armée et entre la Marne et la Seine pour la IIe armée. Von Kluck informe le grand état-major qu'il ne laissera qu'un corps d'armée face à Paris pour poursuivre l'avancée offensive de ses troupes.

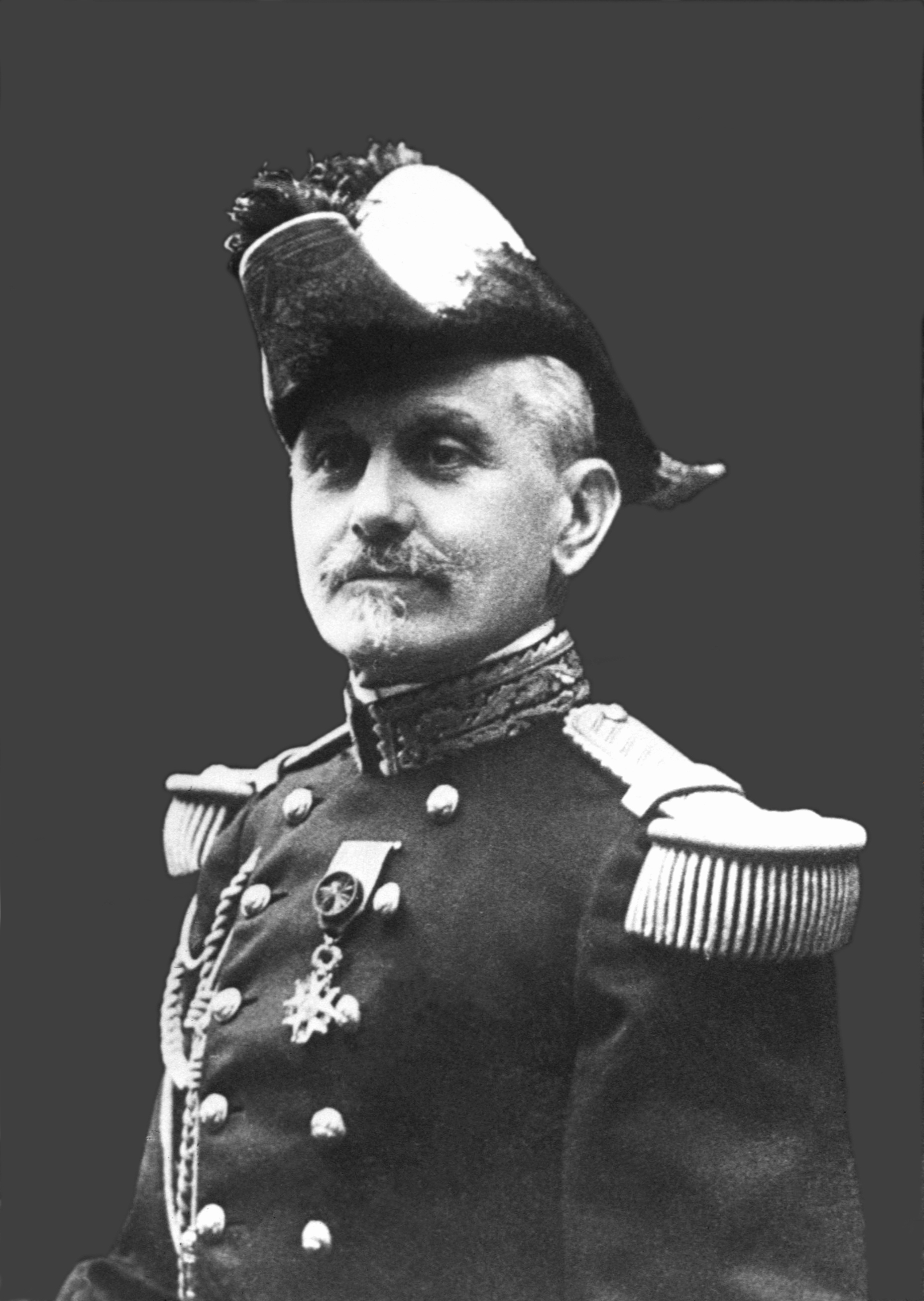
Michel Maunoury, commandant de la 6e armée française en 1914.

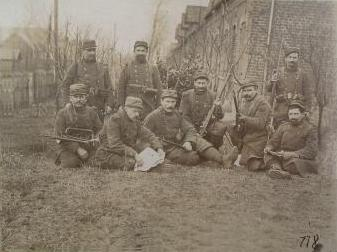
Carte postale montrant neuf soldats français avec souliers, clairons, cartouchières et fusils Lebel.

Le 31 août, le capitaine Charles Lepic, commandant d’un escadron de cavalerie du 15e Chasseurs, en route vers Saint-Maur, commune de Gournay-sur-Aronde, au nord de Compiègne, signale vers la fourche de la nationale 17 (actuelle D 1017) avec la nationale 35 (actuelle D 935) (sur carte : 49° 31′ 56″ N, 2° 41′ 55″ E), neuf escadrons de cavalerie allemande, puis deux sections de mitrailleuses, des canons, et, à quinze minutes d’intervalle, une colonne d’infanterie et enfin une masse d’infanterie à perte de vue. À 15 h 30, Lepic note sur son rapport : « à la bifurcation, la masse des troupes a pris à gauche, abandonnant la route de Paris, une marche en direction du sud-est ». Le 3 septembre, la tête des armées allemandes franchit la Marne vers Trilport. L'avance vers Paris a complètement cessé. La route entre Paris et Senlis est vide d’Allemands.
Les jours suivants plusieurs rapports de cavalerie et d'observation aérienne concordants confirment le changement de direction de la Ire armée allemande. Le général Gallieni, gouverneur militaire de Paris, prend la décision de faire déplacer la 6e armée, chargée de couvrir Paris, vers l'Est pour pouvoir intervenir sur le flanc de l'armée allemande.

## Descriptif du champ de bataille
L'Ourcq représente une barrière naturelle orientée Nord-Sud dans la partie du champ de bataille. Elle est précédée en venant de Paris de plusieurs lignes de crêtes. La première est formée par la colline de Dammartin-en-Goële et de la colline de Montgé-en-Goële dominant la plaine de plus de 50m. Cette première ligne de colline est prolongée par les collines de Monthyon, Chambry et Penchard.
Une seconde ligne de crêtes est présente à plus faible altitude entre Saint-Pathus et Oissery, elle se prolonge ensuite par Forfry, Marcilly, Étrépilly pour tomber sur la Marne aux environs de Lizy-sur-Ourcq.
La dernière ligne est celle du Multien qui commence au rocher de Bouillancy, passe le long de la Gergogne, un affluent de l'Ourcq par Acy-en-Multien, Rosoy-en-Multien, May-en-Multien pour se terminer dans le lit de l'Ourcq vers Crouy-sur-Ourcq.

## Forces en présence

### Organisation des troupes alliées
Le 7e corps d'armée forme au nord l'aile gauche de la 6e armée française. Le 5 septembre 1914, il occupe avec la 14e division les lisières sud du massif forestier d'Ermenonville depuis Mortefontaine jusqu'à Ève et avec la 63e division Dammartin-en-Goële, Rouvres et le château de Saint-Thibault.
Le 5e groupement de divisions de réserve forme au sud l'aile droite de la 6e armée française. Il occupe, avec la 56e division, Montgé-en-Goële et Cuisy ; avec la 55e division Le Plessis-l'Évêque et Iverny ; avec la brigade marocaine ou brigade Ditte Villeroy et Charny.
En arrière, la division provisoire de cavalerie cantonne aux bords de la Marne à Fresnes-sur-Marne et Annet-sur-Marne. La 45e division est en réserve d'armée à Chennevières, Mauregard, Le Mesnil-Amelot. La 8e division est située dans la presqu'île de Gennevilliers. Quant au corps de cavalerie Sordet, il est stationné dans les régions de Saint-Cyr et Chevreuse au sud-ouest de Paris.
Les troupes britanniques sont situées entre Tournan-en-Brie et Ormeaux.

### Organisation des troupes allemandes
Le 5 septembre, le IVe corps de réserve est positionné en flanc garde du nord au sud entre Nanteuil-le-Haudouin et Meaux avec à sa droite la IVe division de cavalerie. Le IIe corps est localisé vers Trilport et Germigny-l'Évêque pour partie et vers Pierre-Levée et Isles-les-Meldeuses. Le IIIe corps est stationné dans la région de La Ferté-Gaucher quant au IXe corps, il est présent vers Esternay.

## La Bataille

### 5 septembre

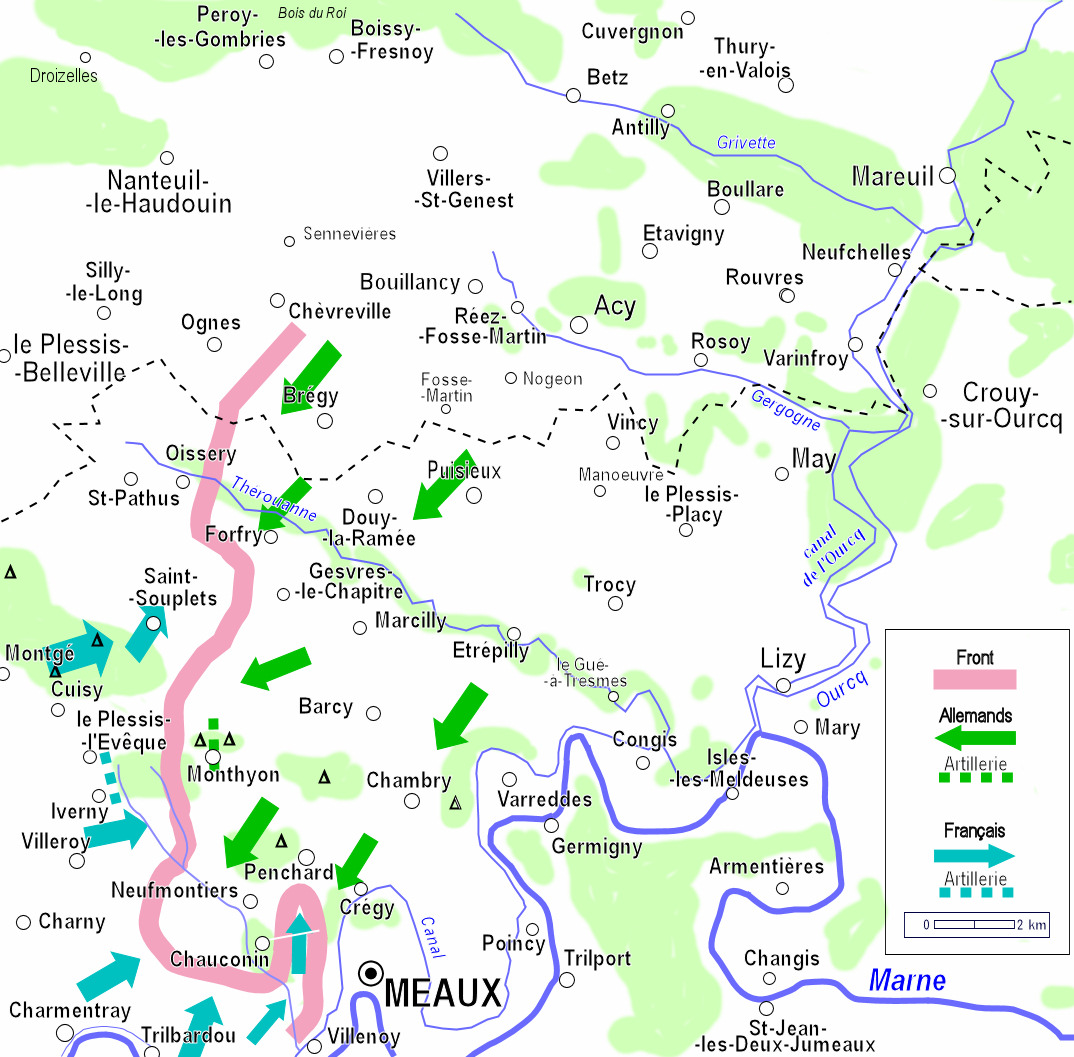
Ligne de front au 5 septembre.

Après avoir concerté les différents généraux responsables des armées françaises, Joffre, le 4 septembre, décide de stopper les mouvements de repli des troupes françaises afin qu'elles prennent leurs dispositions en vue d'un retour offensif pour le 6 septembre. Ainsi, les troupes de la 6e armée française doivent se tenir prêtes à franchir l'Ourcq le 6 septembre. Le général Maunoury prescrit alors à ses unités d'atteindre le 5 septembre dans la journée la ligne Meaux, Saint-Soupplets et Ver.
À partir du milieu de l'après-midi, cette marche est bloquée par la présence de troupes allemandes. L'artillerie allemande tire des hauteurs de Monthyon sur les troupes françaises en mouvement. Sur l'aile droite du dispositif français, au Sud, la brigade marocaine refoule les Allemands mais ne parvient pas à s'emparer de la colline de Penchard. Elle subit de grosses pertes dans une plaine découverte, sous le feu de troupes allemandes qui occupent une position dominante. Au centre, la 55e division de réserve se lance à l’assaut des hauteurs de Monthyon en partant de Iverny et Villeroy. Au nord, des combats se déroulent à Saint-Soupplets, où les Français ne parviennent pas à s’emparer de la localité.
À la fin de la journée, la 6e armée occupe la ligne Saint-Soupplets, Monthyon et Penchard.

### 6 septembre

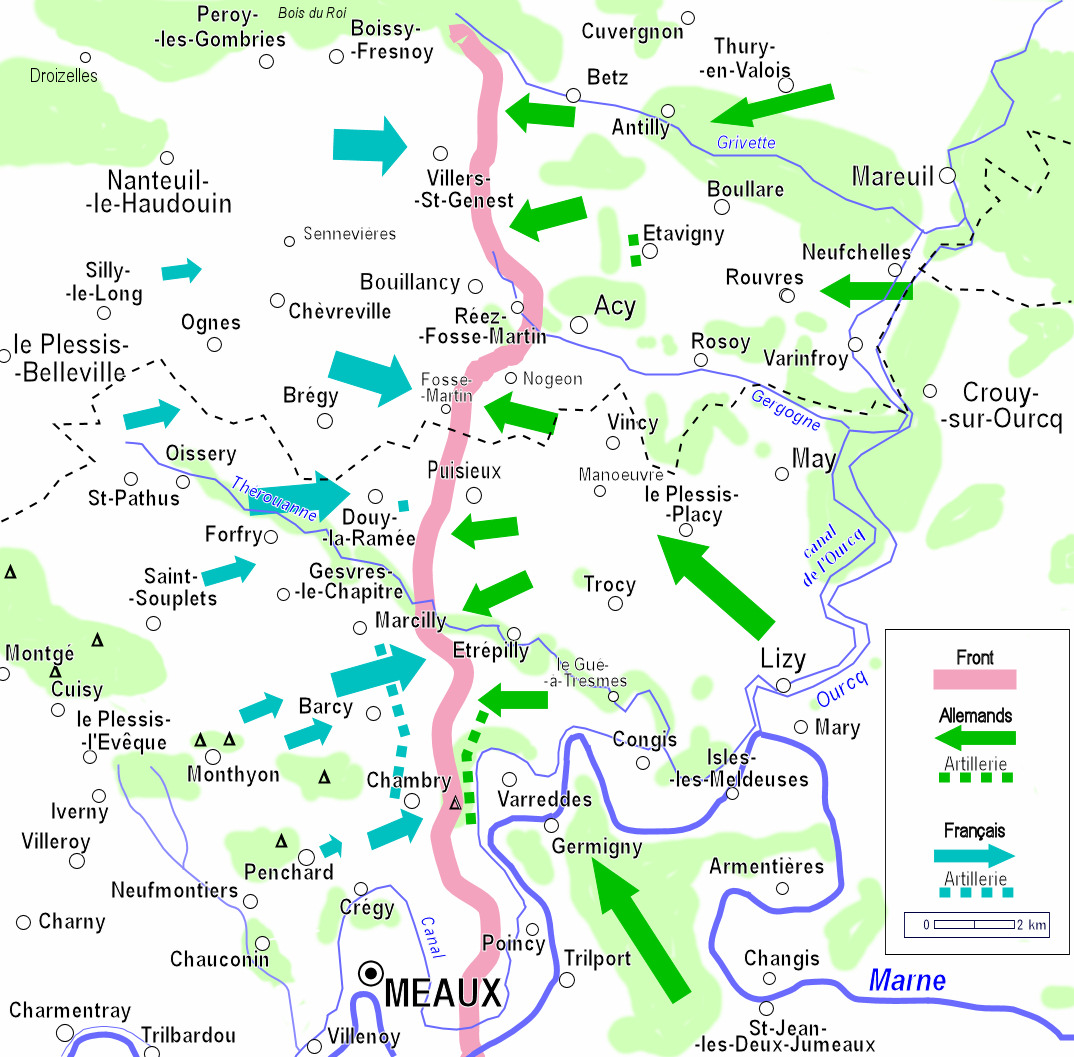
Ligne de front au 6 septembre.

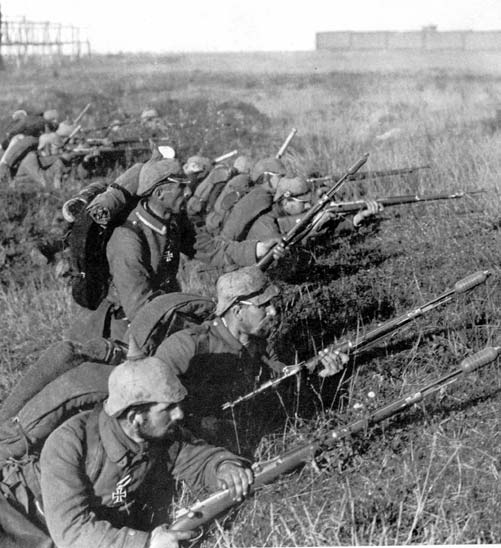
Soldats allemands en septembre 1914

Le 6 septembre, à 1 h, le général von Kluck est averti de l'offensive française. Il donne l'ordre au IIe corps d'armée de remonter vers le Nord. Au matin, la 6e armée française relance l'offensive. Sur l'aile gauche le 7e corps d'armée attaque les crêtes du Multien, la 14e division progresse en direction de Silly-le-Long et vers les Ormes de d'Hurtuby. Les deux flancs gardes de la division formées chacune de 6 compagnies d'infanterie, 1 batterie et un demi escadron de cavalerie prennent Nanteuil-le-Haudouin et Betz. La division, à la mi-journée, se dirige vers Bouillancy. La 63e division repousse les troupes allemandes et occupe le village de Brégy et progresse en direction de Fosse-Martin.
Devant le 5e groupe de divisions de réserve, les troupes allemandes profitent de la nuit pour évacuer les villages au contact avec les troupes françaises. Le mouvement offensif des 55e et 56e divisions reprend. Les villages de Saint-Soupplets et Monthyon sont libérés. Les deux divisions se dirigent vers l'Ourcq entre Vernelle et Ocquerre via Étrépilly pour la 55e et entre Ocquerre et Lizy-sur-Ourcq via Tresmes pour la 56e. Un accrochage a lieu à Barcy mais les troupes allemandes se replient.
La brigade marocaine s'empare des collines de Penchard, abandonnées par les Allemands, et se dirige vers Chambry,. La 45e division en réserve d'armée est scindée, la 90e brigade se positionne à Moussy-le-Neuf à la disposition du général Maunoury. La 89e brigade renforce l'aile droite de la 6e armée française en suivant la brigade marocaine. La division provisoire de cavalerie chargée de faire la liaison entre la droite de l'armée française et l'armée anglaise se dirige vers Lizy-sur-Ourcq. Elle est arrêtée entre Penchard et la Marne par des tirs d'artillerie en milieu de journée, première manifestation de la réaction allemande.
Au 7e corps d'armée, dans l'après-midi, la 14e division après avoir atteint Bouillancy, se dirige vers Acy-en-Multien et Étavigny. Après de violents combats et des pertes sérieuses, la division perd notamment deux batteries d'artillerie, les troupes françaises sont refoulées sur Bouillancy. La division ne dispose plus de réserve, elle est renforcée par les 63e, 64e et 67e bataillons de chasseurs provenant de la réserve du corps d'armée. La 63e division, renforcée par l'artillerie du corps d'armée, devait atteindre l'Ourcq dans la soirée, elle ne peut atteindre que Fosse-Martin gênée dans sa progression par la violence des tirs de l'artillerie allemande. Elle arrive également à se maintenir vers Doucy-la-Ramée, elle est renforcée par l'arrivée des 45e et 55e bataillons de chasseurs et du 365e régiment d'infanterie.
Au 5e groupement de réserve, la 56e division sur le plateau de Gesvres devait se diriger vers l'Ourcq, l'artillerie allemande de plus en plus active ralentit puis bloque sa progression.la 55e division doit s'emparer des hauteurs de Varreddes. Après avoir progressé, les troupes françaises sont bloquées par la défense allemande soutenue par des mitrailleuses et de l'artillerie. Les troupes françaises subissent également des tirs fratricides de l'artillerie française. La division est positionnée en soirée vers Barcy.
La brigade marocaine est très diminuée, elle est soutenue par la 89e brigade. Cette dernière progresse et atteint Chambry. La division provisoire de cavalerie occupe l'espace entre Penchard et la Marne et soutien de son artillerie le mouvement offensif de la 89e brigade de la 45e division.
Les Allemands ont de leur côté très vite réagi, les deux divisions de réserve du IVe corps d'armée sont renforcées par l'artillerie du IIe corps d'armée qui se positionne sur Trocy. La IIIe division s'engage entre Varredes et Etrepilly, quant à la IVe division, elle prolonge son déplacement pour être engagée au Nord du dispositif allemand.

### 7 septembre

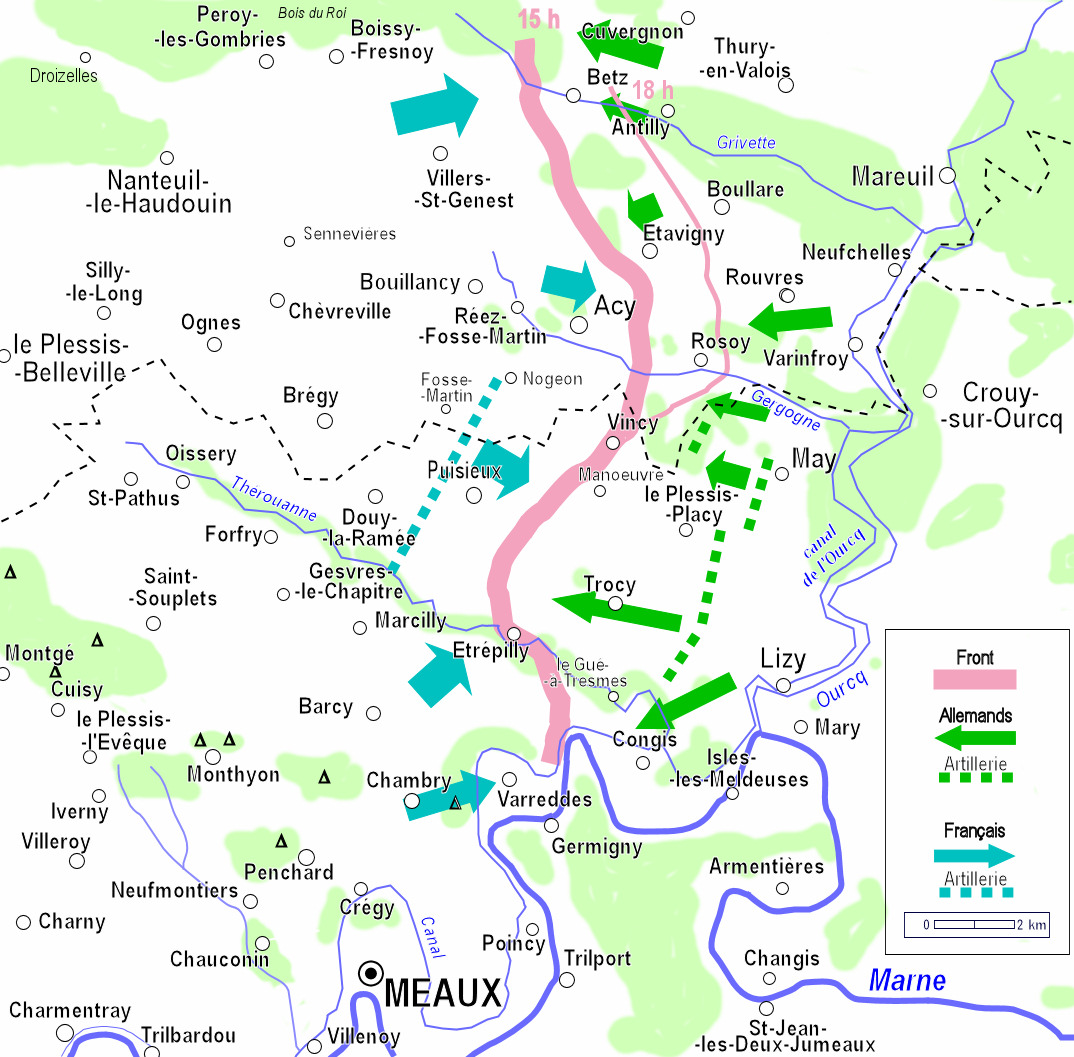
Ligne de front au 7 septembre.

Le 7 septembre au matin, le 7e corps d'armée renouvelle ses actions offensives avec au Nord sur sa gauche, la 14e division sur un front compris entre Bas-Bouillancy, Varinfroy et Vincy-Manœuvre, May-en-Multien ; la 63e division quant à elle est dans le prolongement de la 14e division son front s'étend jusqu'au Plessis-Placy, elle est renforcée par toute l'artillerie du corps d'armée. Les deux divisions tentent de progresser mais sont rapidement bloquées devant Étavigny et ne peuvent déboucher de Fosse-Martin. Devant la résistance allemande, les troupes françaises se protègent attendant la montée en ligne de la 61e division au cours de l'après-midi.
Au matin du 7 septembre au 5e groupe de division de réserve, les deux divisions en ligne sont situées entre la droite du 7e corps d'armée et Étrépilly pour la 56e division et Étrépilly et Penchard et la Marne pour la 45e division. De son côté, la 55e division est chargée d'organiser une ligne défensive sur Penchard, Monthyon et Saint-Soupplets. Les divisions françaises progressent lentement au prix de fortes pertes causées par l'artillerie allemande et atteignent les hauteurs de Champ Fleuri pour la 56e division et l'Est de Barcy et Nord de Chambry pour la 45e division. Dans la crainte d'un débordement de l'aile droite française, une brigade de la 55e division est positionnée sur les hauteurs de Chaconin dominant Meaux.
Les troupes allemandes se renforcent au cours de la journée et s'organisent de la façon suivante au Nord sous les ordres de von Arnim les VIIe et IVe divisions d'infanterie entre Antilly et Arcy-en-Multien. Au centre, von Gronau dirige entre Vincy-Manoeuvre et Trocy les VIIIe division d'infanterie et VIIe DR. Au Sud, de von Trossel commande aux XXIIe division de réserve et IIIe division entre Trocy et Varredes,.
Au milieu de journée, la 61e division est débarquée à Nanteuil-le-Haudouin et monte en ligne sur la gauche de la 14e division. Cette unité, chargée de déborder l'aile droite allemande progresse et atteint presque Étavigny, elle est rapidement opposée à la VIIe division de von Arnim. Cette dernière bloque et refoule les troupes françaises jusqu'à Villers-Saint-Genest. La 5e division de cavalerie également transportée vers Nanteuil-le-Haudouin fait mouvement vers Betz et Acy-en-Multien pour tourner les troupes allemandes et menacer les communications. Très rapidement, elle se retrouve sous les feux allemands et est contrainte au repli sur Macquelins.
En soirée, les troupes allemandes déclenchent un mouvement puissant qui repoussent les troupes de la 14e division au-delà de la Gergogne vers Bouillancy et Réez.
Sur le front du 5e groupe de divisions de réserve, les unités attaquent en direction d'Ocquerre pour la 56e division et de Lizy-sur-Ourcq pour la 45e division renforcée de la brigade marocaine et de l'artillerie de la 55e division. Ces mouvements s'exécutent sous les feux de l'artillerie allemande, les unités sont clouées sur leurs positions. Pour progresser, des tentatives d'assaut nocturne sont réalisées à la 45e division et débouchent sur des pertes sévères, sans gains significatifs.
La 8e division du 4e corps, située le long de la Marne, est chargée de maintenir le contact avec les troupes anglaises localisées entre Villiers-sur-Morin et Coulommiers. Afin de disposer rapidement de troupes supplémentaires pour le lendemain, la 7e division est transportée pour partie par chemin de fer, pour partie par automobiles notamment par taxis le 103e RI à Nanteuil-le-Haudouin et le 104e RI à Silly-le-Long.

### 8 septembre
Le 8 septembre, la 7e division se place vers la 61e division et le 7e corps d'armée, mais l’arrivée du IVe corps d'armée allemand neutralise les renforts. Le IXe corps d'armée allemand assure la protection contre un mouvement de flanc des Britanniques et occupe la ligne de La Ferté-sous-Jouarre à Nogent-l'Artaud, et le Ier corps d'armée allemand défend la ligne vers La Ferté. Les Britanniques refoulent les arrière-gardes allemandes vers La Trétoire et Signy-Signets, et gagnent le front vers La Ferté-sous-Jouarre. La 8e division française atteint les environs de Trilport. Nanteuil-le-Haudouin passe aux mains allemandes.

### 9 septembre
- Voir article détaillé Combats en Multien

Le 9 septembre, les Français perdent Villers-Saint-Genest et Boissy-Fresnoy, et se maintiennent au Plessis-Belleville et à Silly-le-Long. Les Britanniques franchissent la Marne et attaquent les divisions de cavalerie de Georg von der Marwitz vers Luzancy et Nogent-l'Artaud. La Ve division d’infanterie allemande arrive vers Dhuisy à la rencontre des Britanniques. La situation de la Ire armée allemande est favorable mais le colonel Hentsch traite avec von Kühl, chef d’état-major de la Ire armée et lui demande de replier ses troupes. Car, à la suite du déplacement du gros de l’armée de Kluck vers le front de l’Ourcq, une brèche s’est créée entre les Ire et IIe armées allemandes. Kluck donne donc l’ordre à son armée de se retirer vers Soissons afin de couvrir le flanc des armées allemandes, sur la ligne entre Gondreville et La Ferté-Milon. Étrépilly, Trocy et Varreddes sont évacuées. Alors qu’elles étaient prêtes à battre la 6e armée, les troupes allemandes entament leur repli. 
le 10 septembre, les IXe et IIIe corps d'armée allemands reculent en direction de l’Aisne.
Pour les détails journaliers sur les mouvements des troupes, avec les cartes correspondantes, voir : Combats en Multien

## Conclusions

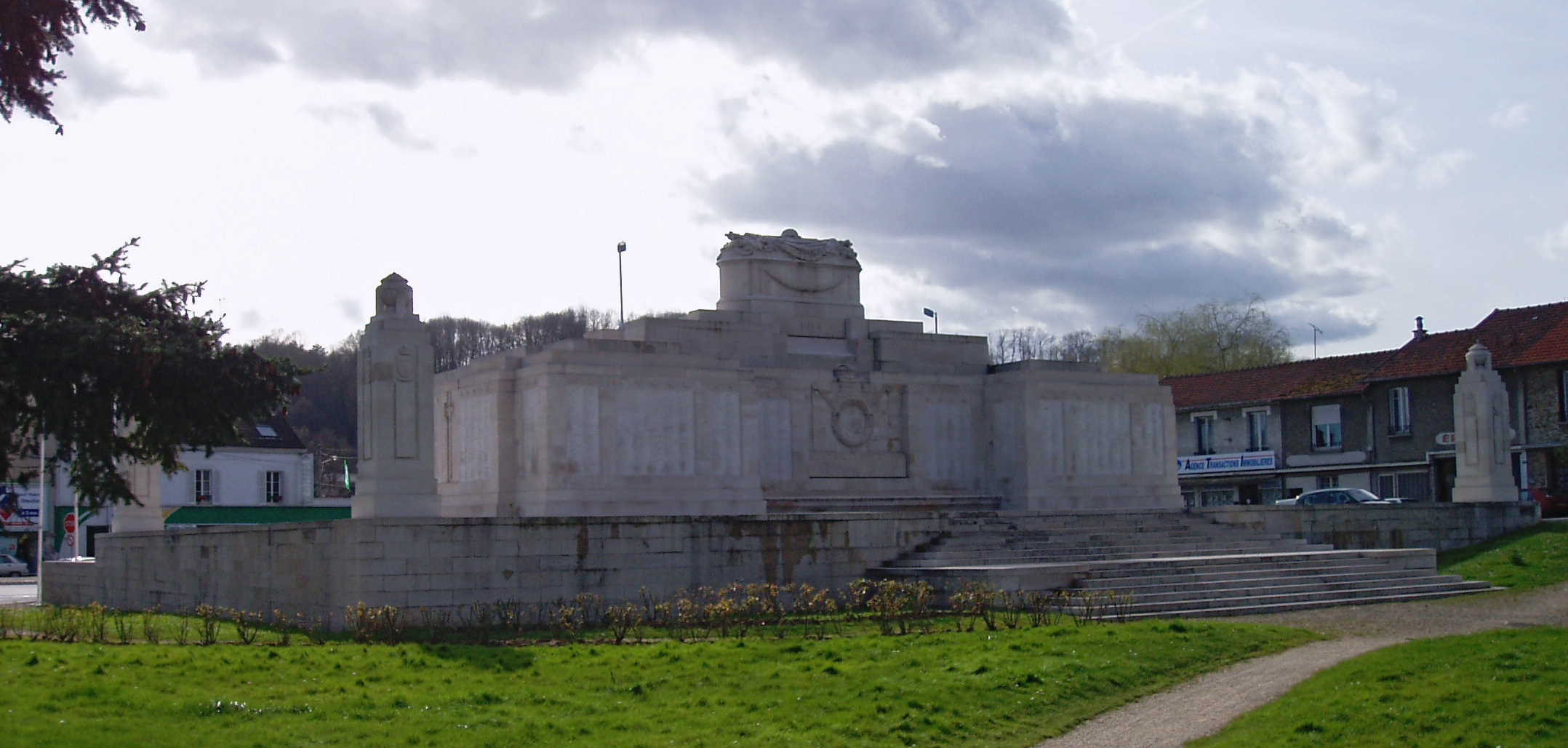
La Ferté-sous-Jouarre monument aux morts britanniques durant la première Bataille de la Marne.

La bataille de la Marne est la contre-attaque d’une armée battue sur les frontières et en retraite. Elle n’aurait pas été possible si le plan Schlieffen avait été respecté par Von Moltke et par ses commandants d’armée. Ce plan prévoyait que la Ire armée passe à l’ouest de Paris, en réalisant un immense mouvement d’enveloppement autour des armées alliées. Au lieu de cela, Kluck, a été contraint de passer à l'Est de Paris pour soutenir Von Bülow lors de la Bataille de Guise.